# Последний пункт
«Последний пункт» (англ. Terminal Entry) — кинофильм-боевик режиссёра Джона Кинкэйда.

## Сюжет
США подвергаются нападению террористической группы, которая очень хорошо организована. Общаются террористы через компьютерную сеть. В это же время подростки, начинающие хакеры взламывают пароль к этой системе. Они думают, что это обычная компьютерная игра, поэтому с увлечением в неё включаются. Но всё, что они делают в этой «игре», происходит на самом деле. А в это время с террористами борются антитеррористические службы.

## В ролях
- Пол Лоуренс Смит — Стюарт
- Яфет Котто — полковник Стили
- Хайди Хелмер — Крис
- Патрик Лабьорто — Боб
- Иветт Нипар — Тина
- Эдвард Элберт — капитан Дэнни Джексон
- Роб Стоун — Том
- Сэм Тэймлес — Хоуи
- Джилл Терашита — Гвен
- Кабир Беди — командир
- Кави Раз — Махади
- Трейси Брук Своуп — Доминик